# Mahmud Ahmad

Emir Mahmud Ahmad als Gefangener nach der Schlacht am Atbara

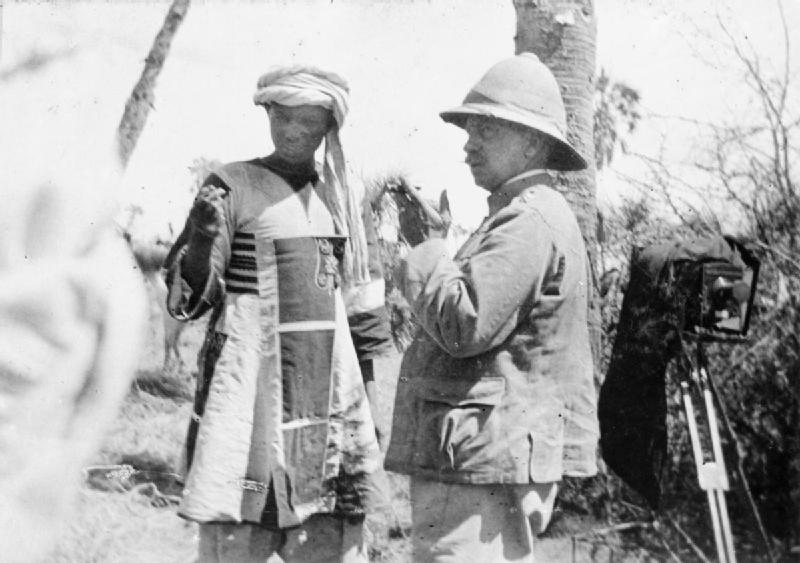
Ahmad mit Reginald Wingate nach der Schlacht am Atbara

Mahmud Ahmad war, während des Mahdiaufstandes im Sudan, ein Befehlshaber der Mahdisten im Rang eines Emir.

## Leben
Mahmud Ahmad folgte dem Mahdi Muhammad Ahmad im Mahdiaufstand, der 1881 im Sudan ausgebrochen war. In den 90er Jahren befehligte er die Westarmee des Nachfolgers des Mahdi Kalif Abdallahi ibn Muhammad in Kurdufan und Darfur. 1896 wurde die Anglo-Egyptian Nile Expeditionary Force unter Kitchener in Marsch gesetzt um den nördlichen Sudan von den Mahdisten zu befreien. Nachdem Kitchener 1896 Dongola eingenommen hatte, beorderte der Kalif Mahmud Ahmad mit mehr als 10.000 Mann in die Hauptstadt Omdurman. Im frühen Juni 1897 beschloss der Kalif, die Truppen Mahmuds nach Metemmeh, das Gebiet von Kitcheners erwarteten Vormarsch, zu verlegen. Der dort lebende Jaalin-Stamm versagte dem Kalifen die Unterstützung. Am 1. Juli griff Mahmud deshalb mit ca. 12.000 Mann Metemmeh an, eroberte die Stadt und richtete ein Blutbad unter der Bevölkerung an.
Mahmud Ahmad bedrängte Kalif Abdallahi ibn Muhammad, ihn Kitcheners Armee angreifen zu lassen. Erst Anfang Dezember 1897 entschloss sich der Kalif zum Angriff. Streitigkeiten bei der Besetzung des Oberbefehls führten dazu, dass nicht, wie geplant, alle Streitkräfte der Mahdisten aufmarschierten, sondern nur Mahmud Ahmads Kontingent. Dieser marschierte mit einer, um Osman Dignas Kontingent verstärkten, 15.000 Mann starken Armee nordwärts zum Zusammenfluss von Nil und Atbara, um Kitchener anzugreifen. Am 8. April kam es zwischen den beiden Armeen zur Schlacht am Atbara. Mahmud Ahmad erlitt in der Schlacht eine Niederlage und geriet in Gefangenschaft.